# Saint-Paul (Oise)
Saint-Paul – miejscowość i gmina we Francji, w regionie Hauts-de-France, w departamencie Oise.
Według danych na rok 1990 gminę zamieszkiwało 1206 osób, a gęstość zaludnienia wynosiła 127 osób/km² (wśród 2293 gmin Pikardii Saint-Paul plasuje się na 239. miejscu pod względem liczby ludności, natomiast pod względem powierzchni na miejscu 489.).